# Volkmar Muthesius
Karl Volkmar Muthesius (* 19. März 1900 in Weimar; † 12. Juli 1979 in Königstein im Taunus) war ein deutscher Wirtschaftsjournalist in klassisch liberaler Tradition.
Seine publizistischen Schwerpunkte umfassten das Werben für die Marktwirtschaft und die Korrektur seiner Meinung nach verbreiteter Irrtümer zu den Themen Geld und Inflation. Viele seiner Bücher sind im Fritz Knapp Verlag erschienen, dessen Mitinhaber Muthesius wurde.

## Leben
Karl Volkmar Muthesius wurde als Sohn des Lehrers Karl Muthesius in Weimar geboren. Sein Onkel war der Architekt Hermann Muthesius. Er besuchte das Weimarer Wilhelm-Ernst-Gymnasium, studierte u. a. in Jena Rechtswissenschaft und promovierte bei Justus W. Hedemann über das Thema Die Rechtsnatur der Zwangsanleihe von 1922. Bei der Thüringer Allgemeinen Zeitung erlernte er das Handwerkszeug des Wirtschaftsjournalisten. Von dort wechselte er 1929 zum Deutschen Volkswirt, um nach nur wenigen Monaten zum Berliner Tageblatt als Wirtschaftskorrespondent nach Düsseldorf zu wechseln.
Muthesius war Leiter der Wirtschaftsredaktion des Berliner Tageblatts und der Deutschen Allgemeinen Zeitung. Später war er Herausgeber der Monatsblätter für freiheitliche Wirtschaftspolitik.
1948 gründete er die Zeitschrift für das gesamte Kreditwesen zusammen mit dem Verleger Fritz Knapp und Walter Hoffmann und fungierte als deren Herausgeber.
Muthesius war – von Wilhelm Röpke und Alexander Rüstow – als Leiter des Walter Eucken Instituts auserkoren. Eine wissenschaftliche Laufbahn lehnte Muthesius indes ab, weil er seine Aufgabe in der Wirtschaftspublizistik sah, die ein großes Publikum erreichen konnte. Er stand dem Ordoliberalismus, insbesondere der staatlichen Kartellaufsicht, als klassischer Liberaler kritisch gegenüber.
Von 1961 bis 1971 war er Präsident des Bundes der Steuerzahler.

## Werke
- Der Krieg der Fabriken. Worauf beruht der Deutsche Rüstungsvorsprung? Deutscher Verlag, Berlin 1941.
- Ruhrkohle 1893–1943. Aus der Geschichte des Rheinisch-Westfälischen Kohlen-Syndikats. Essener Verlagsanstalt, Essen 1943.
- Besitz und Gemeingut. Der Wandel des Eigentumsbegriffes in der Geschichte. In: Bozner Tagblatt vom 25. November 1944, S. 5 (online).
- Müssen wir arm bleiben? Deutung und Wahrheit in der Wirtschaftspolitik. Fritz Knapp Verlag, Frankfurt am Main 1952.
- Du und die Wirtschaft. Eine Einführung in wirtschaftliches Denken. Ullstein Verlag, West-Berlin 1955.
- Moral des Geldes. Fritz Knapp Verlag, Frankfurt am Main 1956.
- Inflation. Wie sie entsteht und wie man sie verhütet. Fritz Knapp Verlag, Frankfurt am Main 1958.
- Geld und Geist: Kulturhistorische und wirtschaftspolitische Aufsätze. Fritz Knapp Verlag, Frankfurt am Main 1961.
- Augenzeuge von drei Inflationen. Erinnerungen und Gedanken eines Wirtschaftspublizisten. Fritz Knapp Verlag, Frankfurt am Main, 2. Auflage 1973.

## Ehrungen
- 1972: Großes Verdienstkreuz der Bundesrepublik Deutschland